# Никитников, Герасим Алексеевич
Герасим Алексеевич Никитников (1812—1884) — протоиерей Русской православной церкви, магистр богословия, профессор Вятской духовной семинарии и духовный писатель.

## Биография
Герасим Никитников родился 25 февраля 1812 года в селе Бёхове Алексинского уезда Тульской губернии. Отец его, Алексей Семёнович, был сначала пономарем, а с 1817 года священником в соседнем селе Кошкине, жил очень бедно, но, несмотря на бедность, постарался дать детям образование.
Герасим Никитников был определен в Тульское духовное училище, по окончании которого поступил в Тульскую духовную семинарию, а затем в Московскую духовную академию, откуда, четыре года спустя, был выпущен со степенью магистра богословия.
8 августа 1838 года Герасим Алексеевич Никитников был определен профессором философских наук в Вятскую духовную семинарию. Помимо профессорских обязанностей, он в течение семи лет — с 1839 по 1846 год — исполнял должность помощника инспектора семинарии и с 1840 по 1847 год преподавал в семинарии французский язык.
21 июня 1842 года Никитников был рукоположен во священники, 30 июня того же года произведен в сан кафедрального протоиерея Вятского Воскресенского собора, при котором служил свыше 29 лет, до 21 октября 1871 года, когда был перемещен на должность настоятеля церкви Вятского духовного училища.
24 июня 1847 года Никитников был определен законоучителем в Вятскую губернскую мужскую гимназию, вследствие чего оставил профессорскую должность в семинарии. В то же время состоялось назначение Никитникова благочинным приходских церквей города Вятки, и в этой должности он состоял более 23 лет, до 18 ноября 1870 года, когда был освобождён от неё по собственному желанию. 22 февраля 1854 года Никитников был определен на должность директора Вятского духовного училища и сначала в этом звании, а после преобразования духовных училищ в звании смотрителя училища прослужил 28 с половиной лет и только вследствие тяжкой болезни был 1 сентября 1882 года освобожден по собственному прошению, от службы.

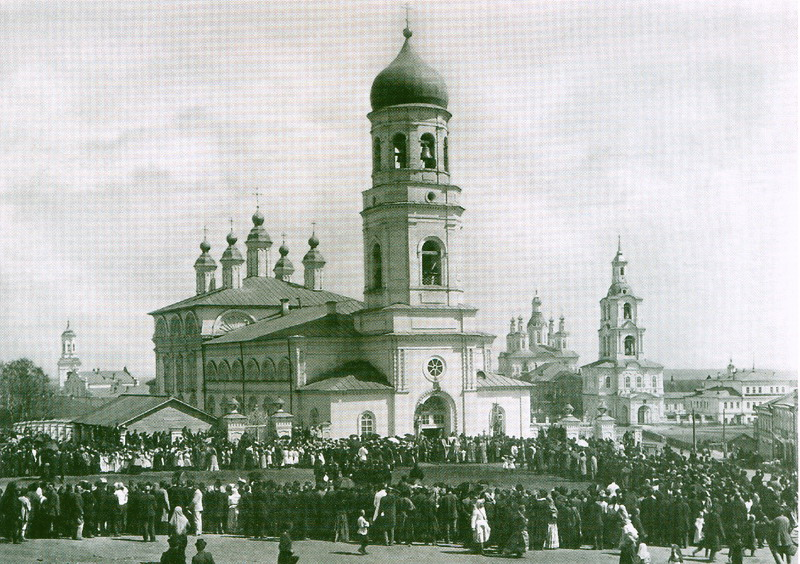
Воскресенский собор в Вятке
(уничтожен большевиками в 1937 году)

Как профессор философских наук, Никитников остался памятен своим слушателям. Ученик Ф. А. Голубинского, он излагал свой курс «с основательностью, ясностью, увлечением и убедительностью». Хорошую память оставил Г. А. Никитников о себе и как начальник вверенных ему учреждений. Ему обязано Вятское духовное училище и Вятский Воскресенский Собор значительными перестройками и украшениями. Совместно с воспитанниками он насадил в училищном дворе прекрасный сад, покрыл стены холодного храма живописью, в 1851 году совершенно перестроил теплый храм, устроил в нем новый иконостас и колокольню.
Герасим Алексеевич Никитников известен также своими литературными и научными трудами, первым из которых была его магистерская диссертация «Рассуждение об эпитимиях» (Москва, 1838). В 1863 году он напечатал собрание своих проповедей под заглавием: «Слова, говоренные в высокоторжественные дни в Вятском кафедральном соборе» и в том же году выпустил в свет свое сочинение «Иерархия вятской епархии» с приложением многих подлинных документов. Сочинение это, написанное на основании архивных изысканий, является историческим описанием жизни и деятельности вятских архипастырей, начиная с первого вятского епископа Александра, назначенного в Вятку в 1658 году и оконченная назначенным в Вятку 6 февраля 1860 года епископом Агафангелом. В 1869 года Никитников напечатал «Историко-статистическое описание Воскресенского собора в городе Вятке».
Герасим Алексеевич Никитников скончался 20 декабря 1884 года в Вятке.